# Grande-Bretagne aux Jeux olympiques d'été de 1980
La Grande-Bretagne participe aux Jeux olympiques d'été de 1980 à Moscou. Elle a défilé sous le drapeau olympique.

## Médaillés

### Médailles d'or
Hommes :

Allan Wells : Athlétisme, 100 m (10 s 2).

Steve Ovett : Athlétisme, 800 m (1 min 45 s 40).

Sebastian Coe : Athlétisme, 1 500 m (3 min 38 s 40).

Daley Thompson : Athlétisme, décathlon (8495 pts).

Duncan Goodhew : Natation, 100 m brasse.

### Médailles d'argent
Hommes :

Allan Wells : Athlétisme, 200 m (20 s 21).

Sebastian Coe : Athlétisme, 800 m (1 min 45 s 85).

### Médailles de bronze
Hommes :

Gary Oakes : Athlétisme, 400 m haies (49 s 11).

Steve Ovett : Athlétisme, 1500 m (3 min 38 s 99).